# Sierra de Gredos
Sierra de Gredos, v češtině také zkráceně Gredos,
je horské pásmo v centrální části Iberského poloostrova, ve Španělsku.
Sierra de Gredos tvoří střední část Kastilského pohoří, leží přibližně 150 km západně od hlavního města Madridu. Nejvyšší horou je Pico Almanzor s nadmořskou výškou 2 592 m.
Hlavní horninou je žula. Turisticky je nejvíce oblíbená střední část pohoří, kde se nachází nejvyšší vrcholy a pohoří zde má velehorský ráz.

## Geografie
Pohoří se rozkládá od jihozápadu k severovýchodu, má délku 120 km a šířku okolo 30 km. V pohoří se nachází pět hlavních údolí s řekami: Alto Tormes, Alto Alberche, Tiétar Oriental, Tiétar Occidental y la Vera a Valle del Ambroz.

## Flora a fauna
Vegetaci v údolích tvoří zejména olše, jasany a duby, ve vyšších polohách pak borovice a duby, nad 2 000 m převažují porosty janovce (Cytisus purgans). Z živočichů jsou zde zastoupení především kozorožec iberský (jako typický představitel místní fauny), dále medvěd hnědý, vlk a prase divoké. Z ptáků jsou přítomni např. orel skalní, supi, jestřáb lesní.